# Sæbøvik
Sæbøvik es una localidad situada en el municipio de Kvinnherad, en la provincia de Vestland, Noruega. Tiene una población estimada, a principios de 2020, de 513 habitantes.
Está ubicada en la isla de Halsnøya.